# عبد الله بن عمر القعيطي

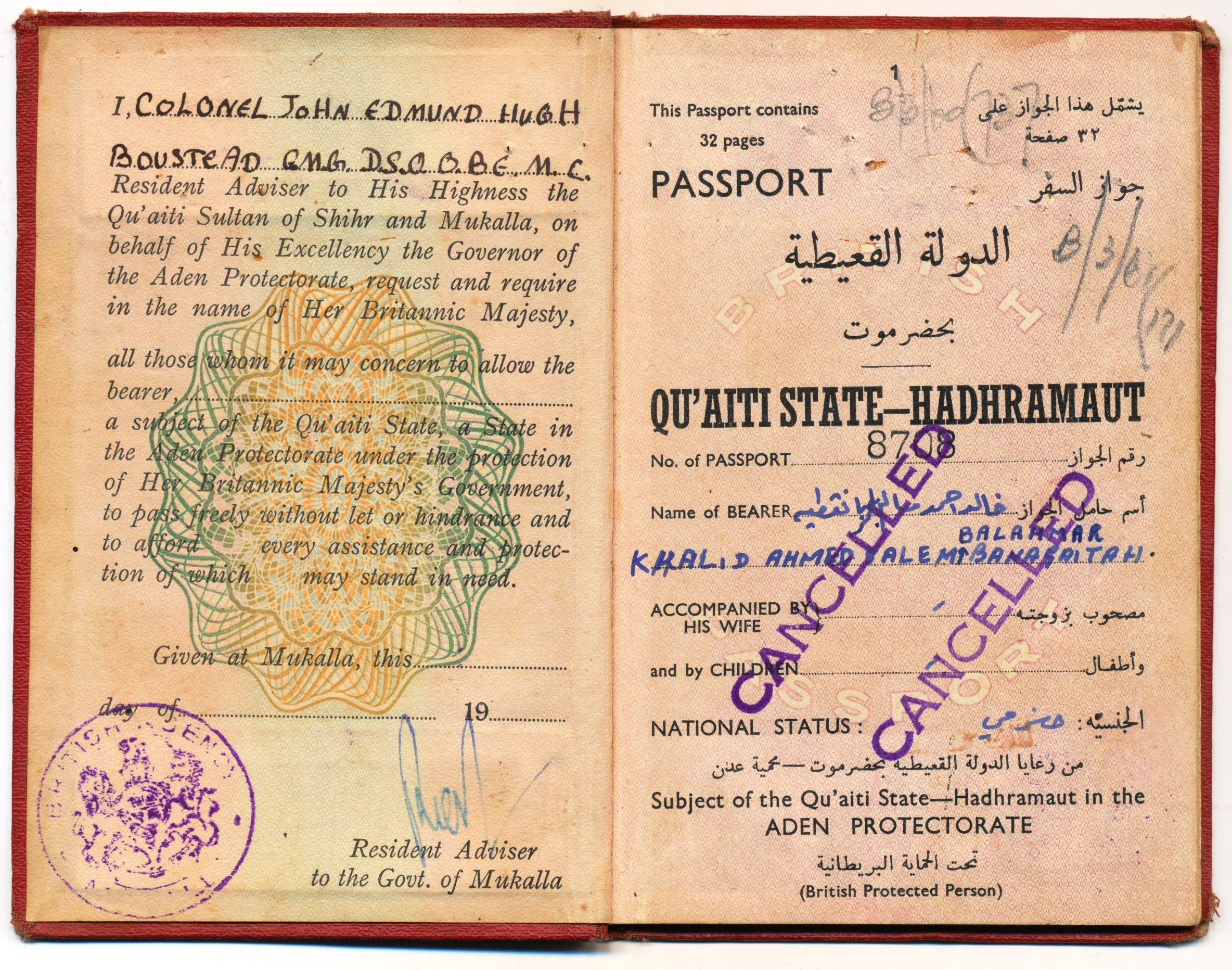
جواز سفر السلطنة

السلطان عبد الله بن عمر القعيطي هو مؤسس السلطنة القعيطية في حضرموت، اليمن.

## وصلات خارجية
بقلم ليف أو مانجر
بواسطة نافال